# Králík domácí
Králík domácí (Oryctolagus cuniculus f. domesticus) je domestikovaná forma evropského králíka divokého. Králíci jsou domácím zvířetem, které lze poměrně snadno chovat v malochovech pro maso. Bílé králičí maso obsahuje v porovnání s ostatními domácími zvířaty nejméně cholesterolu. Zakrslá plemena jsou pak oblíbeným zvířetem chovaným jako společníci, hlavně v městských bytech. Je oblíben převážně u malých dětí. Tito králíci mohou mít uši nahoře nebo dole (tzv. beránci).

## Domestikace a historie
Divocí králíci pochází z Pyrenejského poloostrova, kde byli oblíbenou lovnou zvěří už od pravěku. Staří Římané na přelomu letopočtu chovali divoké králíky v oborách, tzv. leporáriích a jejich maso, zejména z mláďat (dokonce i dosud nenarozených), považovali za pochoutku. Římané také králíky vysadili na Baleárských ostrovech, kde se tak přemnožili, že za císaře Augusta musela být k jejich likvidaci nasazena armáda. V raném středověku chovali králíky především mniši v klášterech, neboť maso z dosud neosrstěných mláďat, zvaných laurices, bylo pokládáno za postní pokrm, což potvrdil sám papež Řehoř Veliký. Ve středověku byli králíci zejména ve Francii, Anglii a v oblasti Nizozemí chováni ve stájích pro zábavu, a také proto, aby uklízeli zbytky potravy po koních, hojně se využívaly jejich kožešiny, ale maso nebylo příliš ceněno. 
Od poloviny 16. století pak známe první králičí plemena, jakou jsou bílí či strakatí králíci, ale také Angorský králík, ke skutečnému rozvoji chovatelství došlo zejména v Anglii. Do 18. století byli králíci chováni hlavně pro kožešinu, poté se však středem pozornosti stala masná produkce. Centrem chovu byla tradičně Francie, oblast dnešní Belgie a Nizozemí, ale také Anglie a Itálie. Do střední Evropy se chov králíků rozšířil až po napoleonských válkách a v českých zemích se chov králíků začal výrazněji rozvíjet až koncem 19. století. Mezi jeho nejznámější průkopníky patřil Jan Václav Kálal. Dnes je uznáváno asi 100 plemen králíků (65 základních, 35 jsou rexové a zakrslá plemena), z nichž většina se chová i v České republice.

## Název
Protože králík nebyl v Čechách původním zvířetem, neexistovalo pro něj domácí vlastní jméno. Když byli ve 13. nebo na počátku 14. století přivezeni z území dnešního Německa do Čech první králíci, dostalo se sem i jejich německé jméno das Kaninchen, což je zkomolenina latinského názvu králíka cuniculus, které je samotné neznámého (možná neindoevropského) původu. Díky fonetické podobnosti došlo lidovou etymologií k záměně Kaninchen za Königchen (tj. zdrobnělina z künic, dnes der König – král) a tak vzniklo české slovo „králík“. Samice králíka se označuje buď slovem ramlice, z německého slovesa rammeln, což je hovorové, poněkud vulgární slovo pro páření (něco jako české „šoustat“), nebo výrazem králice.
Na Těšínsku se používá hlásková obměna krulik, pocházející z polského królik. Ve východočeských nářečích se králík označuje jako zajíc, zatímco pro zajíce se používá výraz polňák. Mnoho dalších různorodých pojmenování se vyskytuje na Valašsku a v přilehlých oblastech. Samec králíka se může nazývat kotrňák, micák, kuták nebo cupák. Pro samici králíka existují názvy kotrna, micka nebo cupka.

## Chov králíků
V Česku se králík domácí chová v několika typech chovů, v závislosti na účelu jejich chovu. Pro komerční produkci masa slouží velkochovy masných brojlerů, ve velkochovech se rovněž chovají králíci za účelem produkce kožešiny nebo vlny. Králík domácí je významné laboratorní zvíře a pro tento účel se chová v akreditovaných laboratorních chovech.
Posledním typem chovu jsou drobnochovy králíků pro maso nebo jako hobby, a individuální chovy zakrslých králíků chovaných ze záliby.
Každý typ chovů má svá specifika, králíci jsou chovaní v různých podmínkách a krmeni odlišným způsobem.

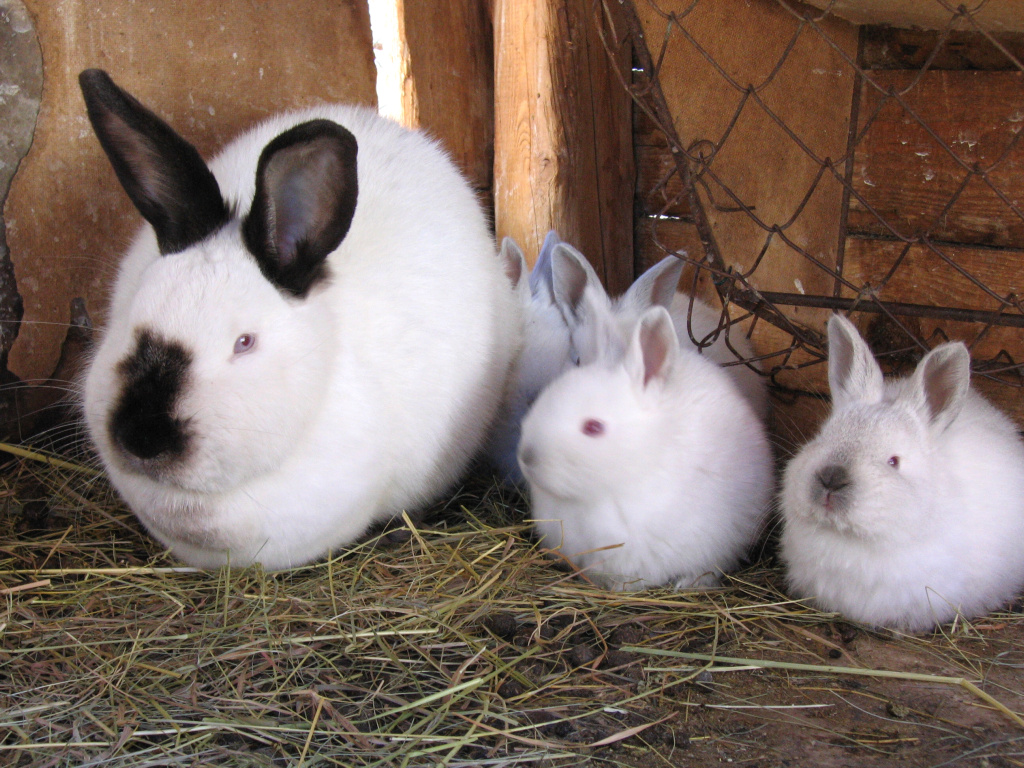
Kalifornský

Stavy králíků v ČR (v tis. kusech)
| druh chovu | 1992   | 1998   | 2000   | 2003   | 2004   | 2005   |
| ---------- | ------ | ------ | ------ | ------ | ------ | ------ |
| faremní    | 270    | 550    | 777    | 786    | 786    | 805    |
| malochovy  | 11 300 | 12 600 | 11 447 | 9 710  | 9 590  | 9 410  |
| celkem     | 13 635 | 15 279 | 14 164 | 12 136 | 11 997 | 11 807 |

### Rozmnožování
Králík domácí je zvířetem, které má, podobně jako jeho divoký předek, schopnost velmi rychle se rozmnožovat. Pohlavně dospívá už ve 3 nebo 4 měsících věku, i když chovatelská dospělost nastává až v osmém měsíci věku. Ramlice, samice králíka, mají nepravidelnou říji, která se opakuje vždy asi po třech týdnech a to hlavně od února do září.
Králík má tzv. provokovanou ovulaci, to znamená, že k vyplavení vajíček dojde až při dráždění pochvy samcem. To zvyšuje šanci vajíček na oplození. Březost pak trvá 28 až 35 dní. Čím je méně králíčků tím déle trvá březost.
Březí samice si připravuje hnízdo pro vrh mláďat. Toto chování se objevuje i u králic, které sice byly připuštěny, ale nezabřezly – pak se jedná o březost falešnou.
V jednom vrhu bývá 6 až 12 mláďat, přesný počet závisí na plemeni. Porodní hmotnost se pohybuje kolem 60 g, králíčata jsou holá, slepá a zcela závislá na své matce. Králice kojí jen jednou denně, její mléko je ale velmi vydatné.
Mladí králíci otvírají oči 9. nebo 10. den a do 20. dne opouštějí hnízdo. Odstavují se do 54. dne od narození.
Pokud samice příliš ztloustne, přichází přechodně o schopnost mít mláďata. Zhubnutí, které vede k obnovení možnosti březosti, se dosáhne tak, že tlustá samice přejde na dietu, např. v drobnochovech se této samici dává jen voda a seno.

### Krmení
Trávicí soustava králíků je uzpůsobena pro příjem trávy, bylin a listů, což je potrava s velkým množstvím vlákniny. Králík je nepřežvýkavý býložravec a jeho trávení je velmi podobné trávení koně – stejně jako on využívá velkého slepého střeva plného symbiotických mikroorganismů k fermentaci vlákniny a získává tak živiny, které by jinak byly nedostupné.
Tento způsob získávání živin ale není dokonalý a králík, aby ho co nejlépe využil, proto požírá měkké bobky, které obsahují bílkoviny i vitamíny skupiny B. Toto chování je naprosto normální.
Hlavní složku krmné dávky králíka by měla tvořit objemná krmiva, v drobnochovech tedy seno a sláma. Je možno krmit také zelená krmiva (např. bazalka, brokolice, celer, čekanka, jabloňové listí, jitrocel, kapusta, kokoška pastuší tobolka, kopřiva (zvadlá), pampeliška, petržel, salát, nejedovaté plevele – pýr, lebeda apod.)
Vhodné jsou mrkev, celer, petržel, řapíkatý celer. A v malém množství ovoce jako pamlsek. Jako zdroj bílkovin je vhodné použít lněné semínko.
Králík by měl vždy mít k dispozici vodu.

## Typy chovů králíků

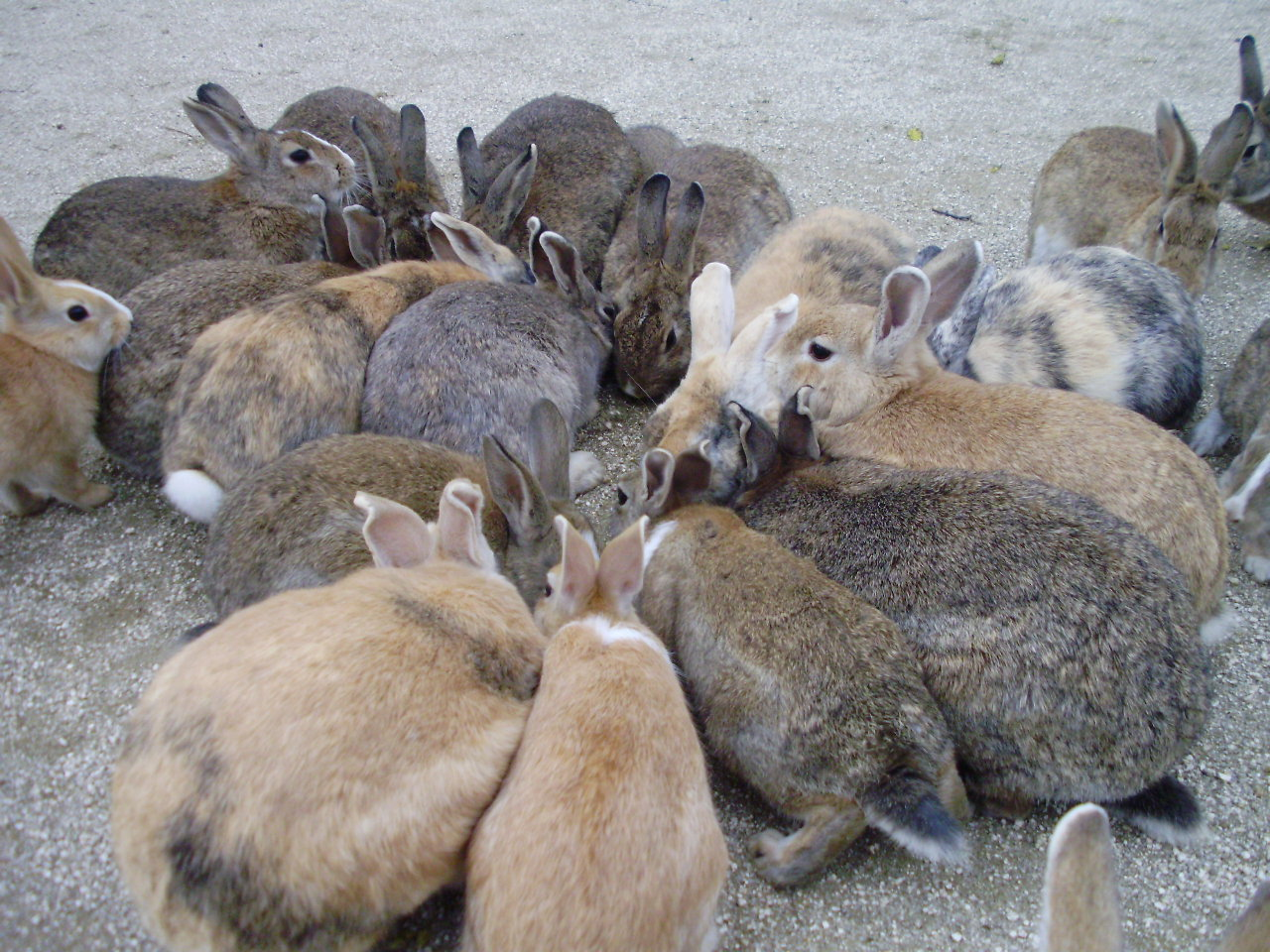
Velkochov králíků v Japonsku

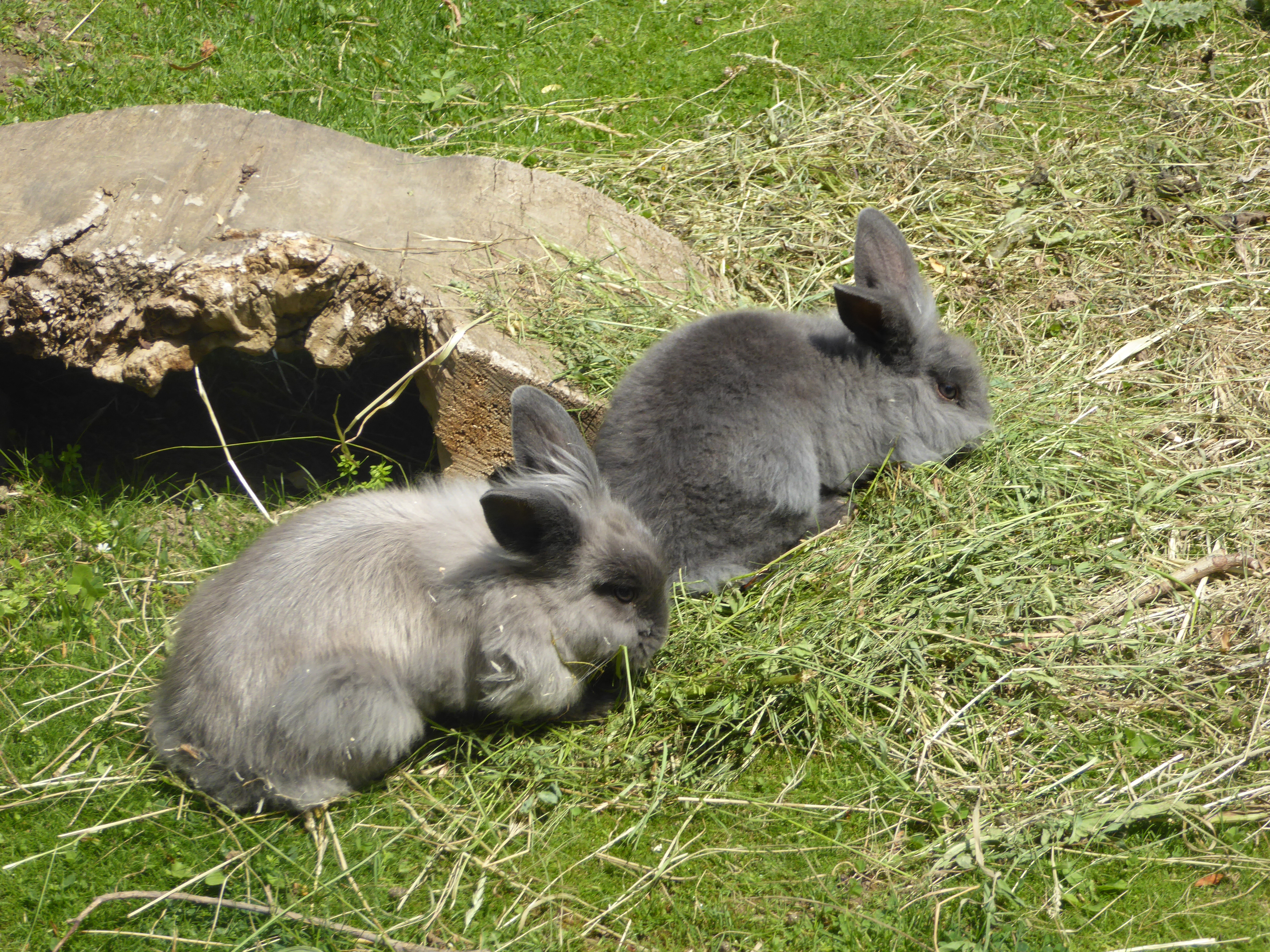
Králíci v zoo, Schönbrunn 2017

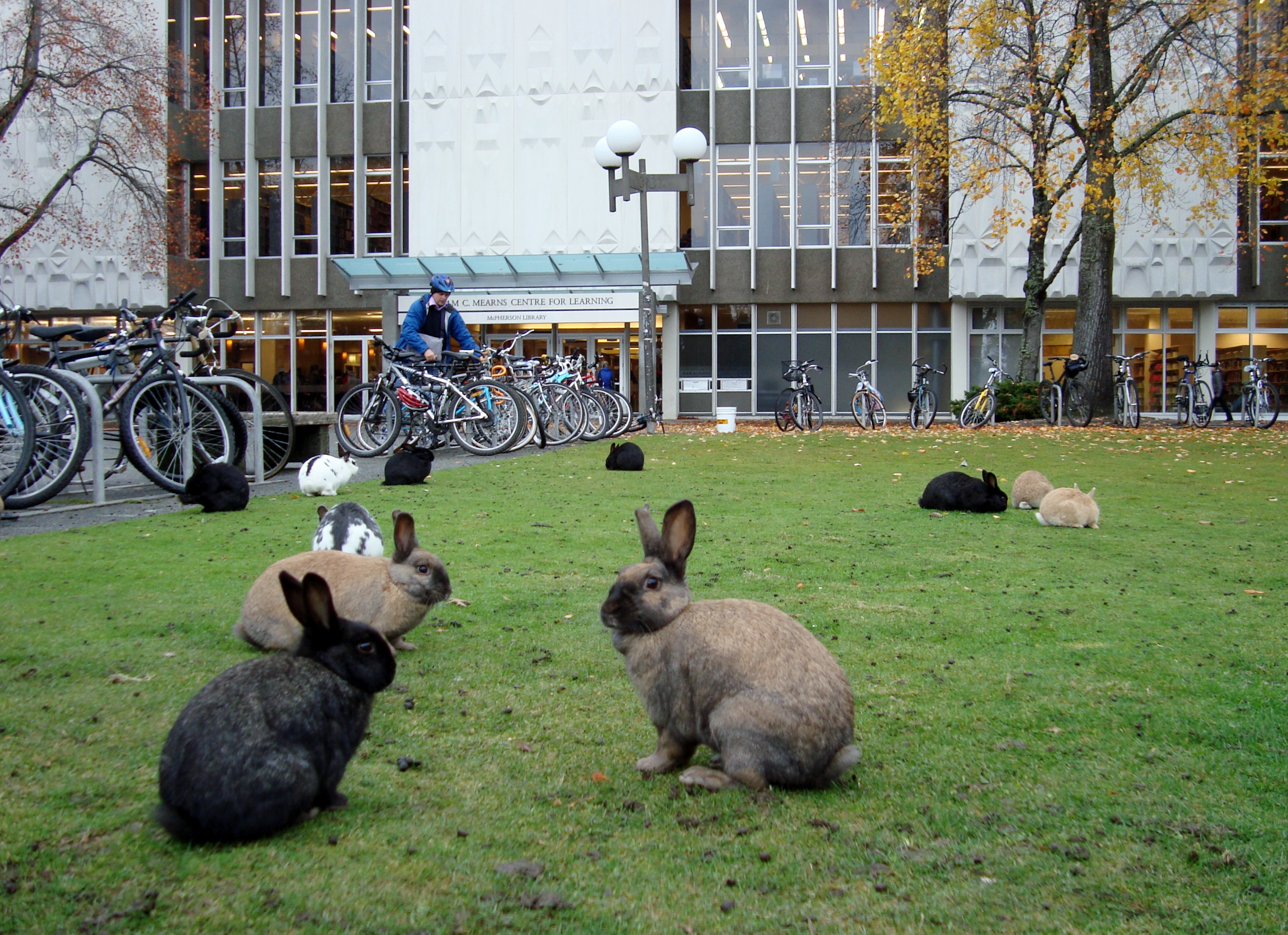
Volně žijící králíci v univerzitním kampusu, Britská Kolumbie (Kanada)

### Faremní chovy
Ve velkochovech jsou v ČR králíci chovaní hlavně pro maso; spotřeba králičího masa na obyvatele a rok činí 2,7–3,0 kg. Drobnochovatelé chovají pro vlastní potřebu – nabídka králičího masa v obchodech pochází z velkochovů bíle pigmentovaných brojlerových králíků.
Brojleroví králíci jsou hybridi šlechtění speciálně na ranost, výbornou zmasilost a kvalitu masa, důležitá je také intenzita růstu a konverze krmiva. Ve velkochovech jsou králíci chováni v uzavřených klimatizovaných halách, způsob chovu je uzavřený klecový. Králice jsou intenzivně využívané a dávají 6–8 vrhů za rok. Krmí se výhradně granulovanou krmnou směsí.
Kůže brojlerových králíků se používá k výrobě plsti. Pro produkci kožešin jsou chována rexová plemena králíků, pro produkci vlny pak angorská plemena.

### Laboratorní chovy
V laboratorních chovech jsou králíci chováni v klecích a krmeni kompletní krmnou směsí, která je ale jiného složení než směs k výkrmu brojlerů. Velký důraz je kladen na zamezení styku s choroboplodnými zárodky.

### Drobnochovy
V drobnochovech jsou králíci nejčastěji ustájeni v králíkárnách a krmeni přirozenou potravou, která sestává převážně z vody, zrní, nejlépe v košilkách (bez košilek ho snědí více a ztloustnou), čerstvé trávy a sena (nesmí být zapařené, králíci se z něj mohou nafouknout a zemřít).

### Individuální chovy
Zakrslí králíci chovaní ze záliby jsou oblíbení domácí mazlíčci hlavně v městských bytech. Zpravidla se chovají v klecích, která by měla mít minimální co největší rozměry (ideální jsou 100×60 a s plastovým úkrytem). V kleci by měla být podestýlka (např. kočkolit), neustále pak seno a voda. Je vhodné, aby měl i pravidelný výběh mimo klec.
Králíci jsou nejčastěji chováni po jednotlivcích, kvůli vysoké teritorialitě, dva králíci v kleci se téměř jistě nesnesou. Králík je citlivý na hluk, jeho klec by proto měla být v tiché části bytu (ne u televize apod.) a také by neměl přicházet do styku s tabákovým kouřem.
V domácnostech se často stává, že králík příliš ztuční (nevhodná strava). Základem krmné dávky by mělo být kvalitní seno granule pro králíky v dávce 2–3 % hmotnosti dospělého zvířete (5–6 % nebo neomezeně u mláděte).

## Nemoci králíků
- králičí mor
- myxomatóza
- syfilis králíků
- pasteurelóza
- paréza trávicího ústrojí kojících ramlic
- toxikóza březích ramlic
- kokcidióza
- tularémie

## Králičí hop
Od roku 1970 se kromě tradičních výstav králíků a jejich předvádění rozvinuly také králičí sporty, nejdříve ve Velké Británii, Švédsku a v Austrálii. Po roce 1990 se ustálila pravidla králičího sportu a vznikly specializované organizace také v Evropské unii včetně České republiky, kde se králíci cvičí v běhu a skákání, při závodech bývají vedeni chovatelem či chovatelkou na vodítku. Ke sportovním disciplínám patří rovinná dráha, parkurová dráha, skok vysoký a daleký. Podle výkonnosti králíků se rozlišuje lehká třída, střední třída, těžká třída a elitní třída. Králík začíná svou závodní kariéru v lehké třídě. Do vyšších tříd může přestoupit až po získání 3 bodů. Bod králík získá, když zaběhne rovinku/parkur bez chyb.  
V králičím hopu se také koná mistrovství České republiky, pořádá je Klub Králičí hop, což je pobočka Českého svazu chovatelů, která má také svá tréninková centra. Mistrovství se koná od roku 2012. Čeští králíci soutěží také v zahraničí.

## Rychlost
- Králík domácí se dokáže pohybovat rychlostí až 56 km/h.[5]